# Sukima switch
Sukima Switch (яп. スキマスイッチ) — японская джаз/рок группа которая была сформирована в 1999 году.
Состав:
- Такуя Охаси (大橋卓弥) — род. 9 мая 1978, является вокалистом группы, пишет стихи и музыку к песням группы, играет на гитаре, пианино итд.
- Синтаро Токита (常田真太郎) — род. 25 февраля 1978, играет на пианино и гитаре, пишет стихи и музыку к некоторым песням группы.

## История

### Дебют
Sukima Switch была сформирована после того как Охаси попросил Токита сделать аранжировку своей собственной песни.
Свою деятельность живого выступления начали в Синдзюку и Сибуя в 1999 году. Их выступление перед 30 000 человек был огромным успехом и через местные каналы их фан-база увеличилась. Их основной дебют состоялся в июле 2003 года с их первым синглом «view».
Трек широко распространился в 30 радиостанциях по всей стране, и их дебютный мини-альбом выпущенный в сентябре также показал высокий уровень продажи, учитывая, что они были новичками в музыкальной сцене.

### Релизы
Их второй сингл «Kanade» вышел в марте 2004 года, и занял 22 место на Oricon. Эта песня стала самым продаваемым синглом дуэта.
В июне, третий сингл «Furete Mirai wo», и их первый альбом «Natsugumo Noise» были выпущены одновременно. Через год после их дебюта, первый альбом занял второе место на диаграмме альбомов Oricon, записывая хит альбом с первой попытки.
Билеты на первый тур «Natsugumo нет Tabi ~ Нихон Коуэн ~» были полностью распроданы на следующий день. Их четвёртый сингл «Fuyu no Kuchibue», выпущенный во время их тура занял шестое место на чартах Oricon.
Сингл «Zenryoku Shonen» выпущенный в апреле 2005 года занял третье место на чарте Oricon, и последующий сингл «Ame Machi Kaze», выпущенный в июне также занимает седьмое место.
Их второй альбом, выпущенный в июле «Kusou Klip» стал хитом номер один на диаграммах альбома Oricon.
Их первым релизом 2006 года является песня к новому Doraemon анимации фильма «Doraemon к Nobita не Kyouryu 2006».
Sukima Switch схожа с американской джазовой группой Steely Dan.

## Дискография

### Синглы
- Дебютный сингл — view — 9 июль, 2003
- 2-й сингл — 奏で (Kanade) — 10 март, 2004
- 3-й сингл — ふれて未来を (Furete Mirai o) — 16 июнь, 2004
- 4-й сингл — 冬の口笛 (Fuyu no Kuchibue) — 24 ноябрь, 2004
- 5-й сингл — 全力少年 (Zenryoku Shōnen) — 20 апрель, 2005
- 6-й сингл — 雨待ち風 (Ame Machi Kaze) — 22 июнь, 2005
- 7-й сингл — ボクノート (Boku Note) — 1 март, 2006
- 8-й сингл — ガラナ (Guarana) — 16 август, 2006
- 9-й сингл — アカツキの詩 (Akatsuki no Uta) — 22 ноябрь, 2006
- 10-й сингл — マリンスノウ (Marine Snow) — 11 июль, 2007
- 11-й сингл — 虹のレシピ (Niji no Recipe) — 20 май, 2009
- 12-й сингл — ゴールデンタイムラバー (Golden Time Lover) — 14 октябрь, 2009
- 13-й сингл — アイスクリームシンドローム (Ice Cream Syndrome) — 7 июль, 2010
- 14-й сингл — さいごのひ (Saigo no Hi) — 26 январь, 2011
- 15-й сингл — 晴ときどき曇 (Hare Tokidoki Kuromi)
- 16-й сингл — ラストシーン (Last Scene)
- 17-й сингл — ユリーカ (Eureka) — 8 августь, 2012
- 18-й сингл — スカーレット (Scarlet) — 19 июнь, 2013
- 19-й сингл — Hello Especially — 31 июль, 2013
- 20-й сингл — Ah Yeah!! −23 июль, 2014
- 21-й сингл — パラボラヴァ (Parabolover) — 19 ноябрь, 2014
- 22-й сингл — 星のうつわ (Star Vessel) — 3 декабрь, 2014
- 23-й сингл — LINE — 11 ноябрь, 2015

### Мини альбомы
- Дебютный мини альбом — 君の話 (Kimi no Hanashi) — 17 сентябрь, 2003

### Albums
- Дебютный альбом — 夏雲ノイズ (Natsugumo Noise) — 23 июнь, 2004
- 2-й альбом — 空創クリップ (Kūsō Clip) — 20 июль, 2005
- 3-й альбом — 夕風ブレンド (Yuukaze Blend) — 29 ноябрь, 2006
- Лучший альбом — グレイテスト・ヒッツ (Greatest Hits) — 1 августь, 2007
- 4-й альбом — ナユタとフカシギ (Nayuta to Fukashigi) — 4 ноябрь, 2009
- 5-й альбом — musium — 5 октябрь, 2011
- 6-й альбом — Sukima Switch — 3 декабрь, 2014